# Nordenham
Nordenham est une ville du Land de Basse-Saxe en Allemagne, située sur la rive gauche de la rivière Weser à l'endroit où celle-ci se jette dans la mer du Nord. Elle se trouve en face de la ville de Bremerhaven qui dépend du Land de Brême.

## Histoire
| Appartenances historiques Comté d'Oldenbourg 1523-1774 Duché d'Oldenbourg 1774-1811 Empire français (Bouches-du-Weser) 1811-1814 Duché d'Oldenbourg 1814-1829 Grand-duché d'Oldenbourg 1829-1918 République de Weimar 1918-1933 Reich allemand 1933-1945 Allemagne occupée 1945-1949 Allemagne 1949-présent |

## Jumelages
- Peterlee (Royaume-Uni) depuis 1981[1]
- Świnoujście (Pologne) depuis 1992
- Saint-Étienne-du-Rouvray (France) depuis 2011

## Personnalités liées à la ville
- Ernst Tantzen (1857-1926), homme politique né à Nordenham.
- Roy Horn (1944-2020), magicien né à Nordenham.
- Tolga Ciğerci (né en 1992), footballeur né à Nordenham.